# Véronique Ire du Matamba
Verónica Guterres Kangala Kingwanda, morte en 1721, fut la dirigeante du royaume de Ndongo et Matamba entre 1681 et 1721.

## Contexte
Véronique était la fille du roi João Guterres Ngola Kanini du royaume de Ndongo et Matamba et fut une importante dirigeante de la dynastie des Guterres, établie par la reine Njinga Mbande. Elle a probablement joué un rôle important dans la tradition d'avoir des femmes souverains dans le pays, à la suite, entre 1624 et 1666, des règnes chaotiques et troublés des reines Njinga et Barbara, cette dernière étant la sœur de la précédente.
Aucune documentation ne donne d'indications sur son âge. Elle fut probablement baptisée avec d'autres nobles du Ndongo-Matamba durant la période d'activité missionnaire au Matamba, qui suivit l'établissement d'une mission de Capucins en 1656. Il semble qu'elle se soit elle-même définie comme chrétienne.

## Règne
Véronique arriva au pouvoir après la guerre que les Portugais menèrent contre le Matamba en 1681, à l'occasion de laquelle son frère et prédécesseur fut tué à la bataille de Katole (en). Bien que son frère ait été tué, les forces du Matamba avaient gagné la bataille et les Portugais s'étaient retirés. La reine Véronique décida néanmoins de signer un traité de paix avec ces derniers, ratifié en 1683. Ce traité présida formellement aux relations entre le Portugal et le Matamba durant de longues années, quoiqu'il ne fut, en pratique, que rarement respecté par les parties prenantes.

### Hostilités
En 1689, elle attaqua les Portugais à Cahenda, dans la région de Dembos, à l'ouest, une zone disputée entre le Ndongo, le Kongo et le Portugal. Elle était soucieuse de rétablir la suprématie du Matamba sur cette région située directement à l'est du Matamba. En 1688–1689, ses armées se rendirent dans la zone et menacèrent les positions portugaises aux alentours d'Ambaca, ville fortifiée sur la frontière occidentale de la colonie d'Angola. La réaction portugaise réduisit la menace.
Vers 1701, Luca da Caltanisetta, préfet de la mission des Capucins en Angola, lui écrivit, demandant à pouvoir ré-établir la mission, qui avait été abandonnée, afin de ramener le peuple au sein de la sainte Église. Véronique lui répondit, déclarant qu'elle était peinée de voir ses enfants (ses sujets) mourir sans baptême mais qu'elle était dégoûtée des Blancs et qu'elle n'accepterait plus qu'on la voit en compagnie de missionnaires.
Elle chercha une nouvelle fois à étendre son royaume sur des terres portugaises en 1706, et ce fut probablement pour cette raison qu'elle envoya des ambassadeurs à la cour du roi Pierre IV du Kongo cette même année. Ses tentatives furent vaines face aux forces portugaises, et elle abandonna son objectif. Un état de guerre larvée permanente régna entre ses armées et les forces portugaises à Ambaca et Cahenda, entraînant une quasi dépopulation de la zone à l'ouest du Matamba, les populations étant soit en fuite, soit capturées et déportées aux Amériques. Les captifs des Portugais étaient, le plus souvent, envoyés au Brésil ; les captifs de la reine Véronique étaient vendus aux marchands Vili, basés dans le royaume de Loango, au nord, lesquels les cédaient aux Européens (Anglais, Hollandais, Français) qui commerçaient sur leurs côtes.
Elle mourut en 1721, et son fils, Alphonse Ier, lui succéda.